# Dona asseguda de Çatalhöyük
La figureta anomenada Dona asseguda de Çatalhöyük és una estatueta d'argila cuita que representa una dona o deessa mare nua i obesa, flanquejada a banda i banda per dos lleopards. La imatge va ser trobada a Çatalhöyük, un antic assentament dels períodes Neolític i Calcolític, a Anatòlia (actual Turquia).
Es creu que és un símbol de fertilitat, a causa dels exagerats membres de la fèmina, que és representada en el procés de donar a llum mentre està asseguda al seu tron. L'estatueta és una de les diverses iconogràficament similars que s'han trobat en el lloc. La figura, de tot just vint centímetres d'alçada, s'associa a les anomenades "Venus paleolítiques", de les quals la més famosa és la Venus de Willendorf. El fet que sotmeti dues feres sota el tron mostra que també era un exemple primerenc de Pótnia Theron.
Completada en algun moment del 6000 aC, l'escultura va ser descoberta per l'arqueòleg James Mellaart l'any 1961. Quan es va descobrir, el cap de la dona, la seva mà dreta i un dels caps de lleopard havien desaparegut, per la qual cosa els actuals són un reemplaçament modern. Trobada dins d'un recipient utilitzat per emmagatzemar el gra a la zona d'habitacions de l'assentament, indica que bé podria tractar-se d'una estatueta dedicada al culte domèstic.
En l'actualitat, la figureta es troba al Museu de les Civilitzacions d'Anatòlia a Ankara, la capital turca.